# Straßen und Plätze in Ludwigshafen am Rhein/M
Maximilian Str

## Madenburgstraße
67065 Ludwigshafen
Die Burgruine Madenburg ist eine der größten und ältesten Burganlagen der Pfalz. Die Madenburg wurde auf einem in die Pfälzer Rheinebene vorspringenden bewaldeten Felsausläufer des Rothenbergs erbaut.

## Maikammerer Weg
67067 Ludwigshafen
Maikammer ist eine Ortsgemeinde und ein Wein- und Erholungsort südlich von Neustadt an der Weinstraße.

## Mailänder Weg
67069 Ludwigshafen
Mailand (italienisch: Milano), ist die zweitgrößte Stadt Italiens, Hauptstadt der Provinz Mailand und der Region Lombardei in Norditalien.

## Maler-Müller-Weg
67067 Ludwigshafen
Friedrich Müller, genannt Maler Müller (1749–1825), war ein deutscher Maler, Kupferstecher und Dichter des Sturm und Drang.

## Malvestraße
67067 Ludwigshafen
Die Malven (Malva) sind eine Pflanzengattung aus der Familie der Malvengewächse (Malvaceae).

## Mannheimer Straße
67071 Ludwigshafen
Die Mannheimer Straße wurde im Jahr 1741 als Überlandstraße zwischen Oggersheim und der Rheinschanze angelegt. Die Pappelallee war bis ins 19. Jahrhundert hinein erhalten. Sie beginnt am Schillerplatz, führt in einer langgezogenen Kurve nach Osten, wo sie von der Frankenthaler Straße fortgesetzt wird.
Westlich der Einmündung der Sternstraße steht ein Sandsteinstandbild des Heiligen Johannes Nepomuk, welches eine Nachbildung des um 1730 entstandenen Originals ist, das ursprünglich am Alten Wallfahrtsweg, später vor der Wallfahrtskirche stand. 

## Marbacher Straße
67071 Ludwigshafen-Oggersheim
Die Stadt Marbach am Neckar ist bekannt als Geburtsstadt Friedrich Schillers. Die Straße befindet sich in Oggersheim, wo Schiller einige Zeit lebte und ist die Straße, in der das Wohnhaus Helmut Kohls steht.

## Margarethenstraße
67059 Ludwigshafen-West
Die kurze Margarethenstraße verbindet Valentin-Bauer-Straße und Gudrunstraße und ist wie andere Straßen in der näheren Umgebung nach Frauennamen benannt.

## Maria-Stuart-Straße
67071 Ludwigshafen-Oggersheim
Maria Stuart von Friedrich Schiller ist ein Drama in fünf Akten. 

## Marie-Juchacz-Allee
67067 Ludwigshafen
Marie Juchacz war eine deutsche Sozialreformerin, Sozialdemokratin und Frauenrechtlerin.

## Marienstraße
67063 Ludwigshafen
Die Marienstraße ist eine kurze Verbindungsstraße zwischen Dessauer Straße und Hartmannstraße, die 1885 ihre heutige Benennung erhielt. 

## Marschnerstraße
67061 Süd
Heinrich Marschner war ein Komponist der Romantik, Kapellmeister in Dresden und Leipzig, ab 1831 Leiter der Hofkapelle Hannover. Zeitlebens stand er im Schatten Richard Wagners.

## Maudacher Straße
67065 Ludwigshafen-Mundenheim bis 67067 Ludwigshafen-Maudach
Maudach ist ein Stadtteil und zugleich einer der zehn Ortsbezirke der Stadt Ludwigshafen. 
Die Maudacher Straße ist eine der längsten Straßenzüge und zieht sich durch die Ortsteile Mundenheim, Gartenstadt und Maudach.

## Maxdorfer Straße
67071 Ludwigshafen
Maxdorf ist eine Ortsgemeinde im Rhein-Pfalz-Kreis.

## Max-Planck-Straße
67069 Ludwigshafen
Max Planck war ein bedeutender deutscher Physiker und Nobelpreisträger. Er wird als Begründer der Quantenphysik betrachtet.

## Meckenheimer Straße
67067 Ludwigshafen
Meckenheim ist eine Ortsgemeinde im Landkreis Bad Dürkheim.

## Medardusweg
67071 Ludwigshafen
Der Heilige Medardus gilt als Patron der Schirmmacher und wird von den Bauern als Wetterheiliger für gutes Heuwetter angerufen.

## Mendelssohnstraße
67061 Süd
Felix Mendelssohn Bartholdy war ein Komponist der Romantik. Er gilt unter anderem als entscheidender Wiederentdecker der Werke Johann Sebastian Bachs.

## Menzelstraße
67061 Süd
Adolph Menzel war Maler, Zeichner und Illustrator. Er gilt als der bedeutendste deutsche Realist des 19. Jahrhunderts. 

## Merianstraße
67071 Ludwigshafen
Matthäus Merian der Ältere war ein schweizerisch-deutscher Kupferstecher und Verleger.

## Merziger Straße
67063 Ludwigshafen
Merzig ist eine Kreisstadt im Saarland und Verwaltungssitz des Landkreises Merzig-Wadern.

## Mettlacher Straße
67063 Ludwigshafen
Mettlach ist eine Gemeinde im Landkreis Merzig-Wadern.

## Mohnstraße
67067 Ludwigshafen-Maudach
Mohn (Papaver) ist eine Pflanzengattung aus der Familie der Mohngewächse (Papaveraceae) mit weltweit zwischen 50 und 120 Arten. 
Eine wichtige Kulturpflanze ist der Schlafmohn (Papaver somniferum). 

## Moltkestraße
67059 Ludwigshafen
Helmuth Johannes Ludwig von Moltke, genannt Moltke der Jüngere war ein preußischer Generaloberst und von 1906 bis 1914 Chef des Großen Generalstabes.

## Mörikestraße
67071 Ludwigshafen
Eduard Mörike war ein Lyriker der Schwäbischen Schule, Erzähler und Übersetzer sowie evangelischer Pfarrer.

## Mundenheimer Straße
67061 Ludwigshafen-Süd
67065 Ludwigshafen-Mundenheim

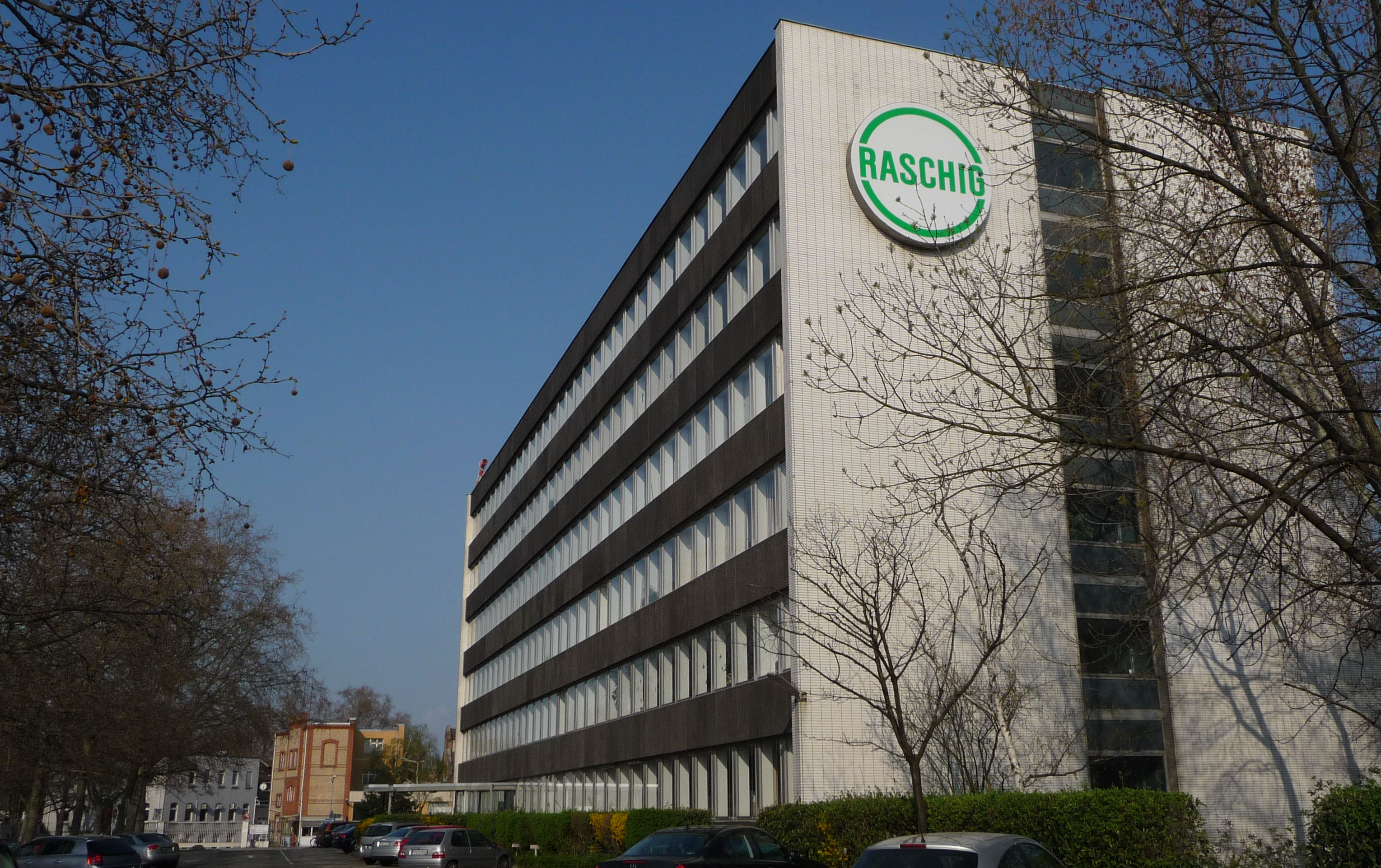
Raschig GmbH

Die Mundenheimer Straße wurde 1762 als breite Verbindungsstraße zwischen der Mannheimer Rheinschanze, Mundenheim und Mutterstadt angelegt (so genannte Weinstraße).  Sie beginnt im Stadtteil Mundenheim in Verlängerung der Oberstraße, führt durch den gesamten südlichen Stadtteil und endet an der Bleichstraße. 
Der südliche Abschnitt zwischen Rheingönheimer Straße und Adlerdamm hieß ursprünglich Hauptstraße, der übrige Bereich erhielt 1885 die Bezeichnung Mundenheimer Landstraße. Seit 1906 trägt sie ihren Namen in der heutigen Form. 
Im mittleren Abschnitt bestimmen das Südweststadion, das Raschig-Fabrikgelände und Großbauten des 20. Jahrhunderts das Straßenbild.

## Mußbacher Straße
67067 Ludwigshafen
Mußbach an der Weinstraße war einst ein Winzerdorf und wurde im Jahr 1969 in die Stadt Neustadt an der Weinstraße eingemeindet. 

## Mutterstadter Straße
67071 Ludwigshafen-Ruchheim
Mutterstadt ist eine Gemeinde im Rhein-Pfalz-Kreis und grenzt an Ludwigshafen.
Die Mutterstadter Straße führt als südliche Verlängerung der Oggersheimer Straße vom Stadtteil Ruchheim nach  Mutterstadt.